# Gobiocypris rarus
Gobiocypris rarus és una espècie de peix cipriniforme de la família dels ciprínids.

## Morfologia
- Els mascles poden assolir 5,9 cm de longitud total.[3][4]

## Alimentació
Menja petits invertebrats aquàtics.

## Hàbitat
És un peix d'aigua dolça i de clima temperat.

## Distribució geogràfica
Es troba a Àsia: Sichuan (la Xina).